# Akutní zadní multifokální plakoidní pigmentová epitelopatie

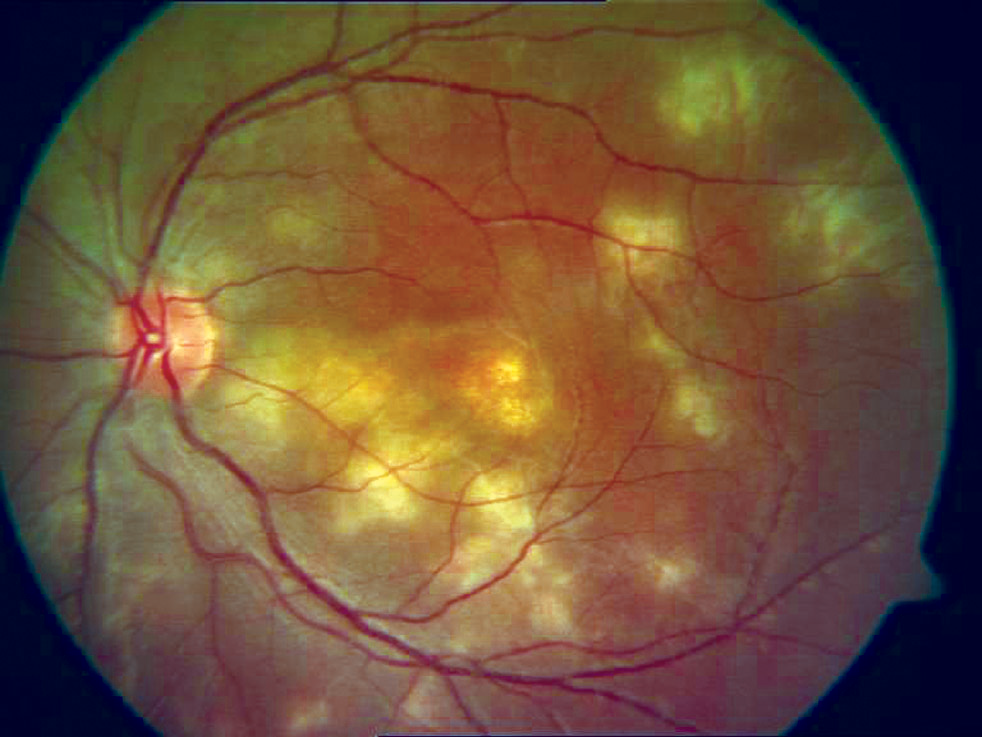
Ilustrační obrázek

Akutní zadní multifokální plakoidní pigmentová epitelopatie (APMPPE, acute posterior multifocal placoid pigment epithelopathy) je druh získané uveitidy, který spadá do různorodé skupiny syndromů bílých teček, jež jsou charakteristické světle zbarvenými lézemi, které se tvoří v makulární oblasti sítnice. Léze působí akutní, ostře ohraničenou ztrátu zraku, která bývá přechodného charakteru. APMPPE je klasifikována jako zánětlivá porucha, která má akutní nástup a obvykle postihuje obě oči, většinou však sama odezní. Léze po sobě zanechávají pigmentaci, ale pokud nevznikne jizva v blízkosti zrakového nervu, ostrost zraku se lepší bez jakékoli medikace.
Choroba je obvyklejší spíše u žen a nejčastěji se vyskytuje ve věku mezi 20 a 30 lety, jsou však zaznamenáni pacienti v rozmezí 16–40 let. V mnohých případech se objevuje v souvislosti s průběhem systémové infekce, což naznačuje možnou spojitost se změnami v imunitním systému. Rekurence nemoci není vyloučena, je ale velice vzácná.

## Příznaky
Nástup očních potíží bývá často doprovázen příznaky virového onemocnění, např. horečkou, kašlem nebo bolestí v krku. Pacienti obvykle zaznamenají náhlý nástup ostře ohraničené ztráty vidění, která je spojena s výskytem několika retinálních lézí šedobílého až nažloutlého zbarvení. Mezi další symptomy patří fotopsie (vidění záblesků, jisker apod.). Po několika týdnech až měsících léze vymizí a zanechají po sobě oblasti atrofovaného retinálního pigmentového epitelu a rozšířené jemné pigmentace. Vzácně se může objevit jako pozdní komplikace choroidální neovaskularizace (cévy prorůstají tkání sítnice).

## Příčiny
Příčiny zánětu jsou prozatím neznámé. Existuje mnoho teorií od autoimunitních reakcí po infekci. Některé teorie s přihlédnutím k příznakům usuzují virový přenos. Obvykle je spojován s geny HLA-B7 a HLA-DR2.

## Diagnóza
Diagnózu provádí oftalmolog nebo optometrista v rámci vyšetření očí. Pro potvrzení diagnózy se obvykle používá fluorescenční angiografie nebo lumbální punkce. Podobnou a zaměnitelnou poruchou je autoimunitní neurosarkoidóza (systémové granulomatózní onemocnění).

## Léčba
Medikace se obvykle nepodává, neboť choroba po čase odezní samovolně. Pokud vzniklé léze interferují se zrakovým nervem, podává se methylprednisolon.

## Prognóza
Téměř ve všech případech se zrak zlepší. Ve vzácných případech může pacient utrpět trvalou ztrátu zraku spojenou s lézemi na zrakovém nervu.
Případná související vaskulitida (zánět cév) může vzácně způsobit neurologické komplikace. Tyto se projevují nejprve mírnými bolestmi hlavy, které postupně nabývají na intenzitě a mohou vést k dysestezii. Tyto komplikace se obvykle objevují, pokud léze zasáhnou fovea centralis (jamku ve středu žluté skvrny).